# تجارب غير أخلاقية على البشر في الولايات المتحدة
تجارب غير أخلاقية في الولايات المتحدة يصف العديد من التجارب التي أجريت على البشر في الولايات المتحدة والتي تعتبر غير أخلاقية، وغالبا كانت تؤدى بطريقة غير مشروعة دون المعرفة، أو الموافقة من الأشخاص المعرضين للتجارب. مثل هذه التجارب قد حدثت على مدار التاريخ الأمريكي، ولكن بشكل خاص في القرن ال20.
تشمل التجارب: تعرض الناس إلى الأسلحة الكيميائية والبيولوجية (بما في ذلك عدوى البشر بالأمراض القاتلة والمُنهكة)، والتجارب الإشعاعية على البشر، وحقنهم بكيماويات سامة ومشعة، وتجارب سريرية، والإستجواب وتجارب التعذيب، وتجارب تتضمن مواد مسببة للهلوسة، ومجموعة أخرى واسعة. العديد من هذه الاختبارات أجريت على الأطفال، والمرضى والمعوقين ذهنيا، في كثير من الأحيان تحت ستار «العلاج الطبي». في العديد من الدراسات، جزء كبير من الخاضعين للدراسة كانوا فقراء أو من الأقليات العرقية أو السجناء.
تم توفير تمويل العديد من التجارب من قبل حكومة الولايات المتحدة، وخاصة القوات المسلحة الأمريكية، ووكالة المخابرات المركزية، أو الشركات الخاصة المشاركة مع الأنشطة العسكرية. البرامج البحثية البشرية عادة سرية جدا، وفي حالات كثيرة لم يفرج عن معلومات عنها حتى بعد سنوات عديدة من إجراء الدراسات.
كانت الآثار الأخلاقية، والمهنية، والقانونية المترتبة على هذا في المجتمع الطبي والعلمي في الولايات المتحدة كبيرة جدا، مما أدى إلى إنشاء العديد من المؤسسات والسياسات التي تحاول ضمان أن مستقبل الأبحاث العلمية على البشر في الولايات المتحدة سيكون أخلاقيا وقانونيا. الغضب الشعبي في أواخر القرن 20 بعد اكتشاف تجارب الحكومة على البشر أدى إلى العديد من تحقيقات الكونغرس وجلسات الاستماع، بما في ذلك لجنة الكنيسة ولجنة روكفلر، في عامي 1975 و1994. اللجنة الاستشارية بشأن التجارب الإشعاعية على الإنسان، من بين أمور أخرى.

## تجارب جراحية
على مدار الأربعينات من القرن التاسع عشر، ماريون سيمز، الذي غالبا ما يشار إليه باسم "أبو طب النساء"، أجرى عمليات جراحية على نساء إفريقيات مستعبدات بدون تخدير. واحدة منهن تم إجراء عليها 30 مرة عملية —توفيت في نهاية المطاف من العدوى الناتجة عن التجارب. من أجل اختبار واحدة من نظرياته حول أسباب كزاز الفك في الأطفال الرضع، أجرى سيمز تجارب حيث استخدم مخرز الإسكافي للتحرك حول عظام جمجمة أطفال النساء المستعبدات. كما أنه أصاب النساء بإدمان المورفين أثناء تجاربه الجراحية، وكان يوفر الدواء بعد انتهاء الجراحة، ليجعلهن أكثر إذعانًا.
في عام 1874، مريم رافيرتي، خادمة آيرلندية جاءت إلى الدكتور وبرتس بارثولو في مستشفى السامري الصالح في سينسيناتي لعلاجها من السرطان. بمجرد رؤية فرصة بحثية، قام بإحداث قطع في رأسها، وأدرج أقطاب إلى مخها المكشوف. ووصف التجربة على النحو التالي:
في عام 1896، الدكتور آرثر وينتوورث قام بعمل بزل قطني على 29 طفل صغير، دون علم أو موافقة آبائهم، في مستشفى الأطفال في بوسطن، ماساتشوستس لاكتشاف ما إذا كان ذلك ضار.
من عام 1913 إلى عام 1951، الدكتور ليو ستانلي، كبير الجراحين في سجن سان كوينتين، قام بمجموعة متنوعة واسعة من التجارب على مئات من السجناء في سان كوينتين. العديد من التجارب إنطوت على زرع الخصية، حيث أخذ ستانلي الخصية من السجناء المعدومين وزرعها جراحيًا في السجناء الأحياء. في تجارب أخرى، حاول زرع الخصيتين من الكباش، والماعز، والخنازير البرية في السجناء الأحياء.نفَّذ ستانلي أيضا العديد من تجارب تحسين النسل، وعمليات التعقيم القسري على سجناء سان كوينتين. إعتقد ستانلي أن هذه التجارب ستنعش كبار السن، وتُحد من الجريمة (التي يعتقد أن لها أسباب بيولوجية)، ومنع «الغير أكفاء» من التكاثر.

## مسببات الأمراض، والأمراض، وعوامل الحرب البيولوجية

### أواخر القرن التاسع عشر
في الثمانينات من القرن التاسع عشر، في هاواي، طبيب من كاليفورنيا يعمل في مستشفى الجذام حقن ست فتيات تحت سن 12 بالزهري.
في عام 1895 في مدينة نيويورك طبيب الأطفال هنري هيمان أصاب عمدًا ولدين معاقين ذهنيًا —أحدهما يبلغ من العمر أربعة سنوات وواحد ستة عشر سنة—بالسيلان كجزء من تجربة طبية. في أواخر القرن التاسع عشر وبداية القرن العشرين وجدت مراجعة طبية أكثر من 40 تقرير لعدوى تجريبية بمرض السيلان، بعضها تم فيها الإصابة في أعين أطفال مرضى.
أصاب أطباء الجيش الأمريكي في الفلبين خمسة أشخاص بالطاعون الدبلي وأصابوا 29 سجين بالبري بري. في عام 1906، البروفيسور ريتشارد سترونج من جامعة هارفارد أصاب عن عمد 24 سجين فلبيني بالكوليرا، والتي تلوثت بطريقة ما بالطاعون. وقد فعل ذلك دون موافقة المرضى، ودون إطلاعهم على ما كان يقوم به. جميع الحالات أصبحوا مرضى وتوفي 13.

### أوائل القرن العشرين
في عام 1908، ثلاثة باحثين من فيلادلفيا أصابوا العشرات من الأطفال بالسلين في منزل الأيتام بسانت فنسنت في فيلادلفيا، مما سبب العمى الدائم في بعض الأطفال والإصابات المؤلمة والتهاب العينين في العديد من الآخرين. في هذه الدراسة، قاموا بالإشارة إلى الأطفال بتعبير «المواد المستخدمة».
في عام 1909، أصدر نولز دراسة تصف كيف أصاب عن عمد اثنان من الأطفال في دار للأيتام بالمليساء المعدية—وهو الفيروس الذي يسبب بثرات—بعد تفشيه في دار الأيتام، من أجل دراسة هذا المرض.
في عام 1911، قام الدكتور هيديو نوغوتشي من معهد روكفلر للبحوث الطبية بحقن 146 مريض بمستشفى (بعض منهم من الأطفال) بالزهري. ورفعت دعوة قضائية عليه لاحقًا من قبل أولياء أمور الأطفال، الذين أُصيبوا بالزهري نتيجة لتجاربة.
تجربة توسكيجي للزهري التي كانت تجربة سريرية أجريت بين عامي 1932 و 1972 في توسكيجي، ألاباما، بواسطة دائرة الصحة العامة بالولايات المتحدة. في التجربة، 400 ذكر أسود فقير كانوا مصابين بالزهري وعُرض عليهم «العلاج» من قبل الباحثين الذين لم يخبروا الحالات بأن لديهم الزهري ولم يعطوهم العلاج للمرض، ولكن بدلا من ذلك قاموا بدراستهم لمعرفة تقدم المرض. بحلول عام 1947، أصبح البنسلين متاح كعلاج، ولكن الذين يديرون الدراسة منعوا المشاركين في الدراسة من تلقي العلاج في أماكن أخرى، وكذبوا عليهم بشأن حالتهم، حتى يتمكنوا من مراقبة آثار الزهري على جسم الإنسان. قبل نهاية الدراسة في عام 1972، فقط 74 من المشاركين كانوا على قيد الحياة. توفي 28 شخص من أصل 399 رجل الذين شاركوا من بداية الدراسة بسبب الزهري، وتوفي 100 بسبب المضاعفات المتعلقة بالمرض، وأُصيب 40 من زوجاتهم و19 من الأطفال ولدوا مصابين بالزهري الخلقي. لم ُتغلق الدراسة حتى عام 1972، عندما سُربت أخبارها للصحافة، مما اضطر الباحثين إلى التوقف لمواجهة موجة من الغضب الشعبي العارم.

### الأربعينات من القرن العشرين
في عام 1941 في جامعة ميشيغان، عالم الفيروسات توماس فرانسيس، وجوناس سولك وغيرهم من الباحثين  أصابوا عمدا مرضى في عدة مؤسسات للأمراض العقلية بفيروس الإنفلونزا عن طريق الرش الفيروس في الممرات الأنفية. وكتب فرانسيس بيتون روس، من مقره في معهد روكفلر ورئيس تحرير مجلة الطب التجريبي، ما يلي إلى فرانسيس بشأن التجارب:
راقب روس عن كثب المقالات التي نشرها منذ الثلاثينات، عندما تم إعادة إحياء حركة مكافحة تشريح الأحياء وسبب ذلك ضغط ضد بعض التجارب البشرية.
في عام 1941 قام الدكتور ويليام بلاك بتلقيح طفل عنده اثني عشر شهرًا "عُرض عليه كمتطوع" بالهربس. وقدم بحثه إلى مجلة الطب التجريبي و تم رفضها لأسباب أخلاقية. رئيس تحرير مجلة الطب التجريبي فرانسيس بيتون روس، قال أن التجربة "إساءة استعمال للسلطة، وتعدي على حقوق الفرد، ولا يمكن التماس العذر لأن المرض الذي أعقبه كان له تأثير في العلوم"." نُشرت الدراسة في وقت لاحق في مجلة طب الأطفال.
دراسة الملاريا في إصلاحية ستيتفيل كانت دراسة مراقبة لمعرفة تأثير الملاريا على المساجين في إصلاحية ستيتفيل بالقرب من جوليت، إلينوي، بداية من الأربعينات. وقد أجريت الدراسة من قبل قسم الأمراض في جامعة شيكاغو بالتعاون مع جيش الولايات المتحدة ووزارة الخارجية. في محاكمات نورمبرغ الأطباء النازيون استشهد بسابقة تجارب الملاريا كجزء من دفاعهم. استمرت الدراسة في إصلاحية ستيتفيل لمدة 29 عاما. في دراسات ذات صلة من عام 1944 إلى عام 1946، الدكتور آلف ألفينج، وهو أستاذ في كلية الطب جامعة شيكاغو أصاب مرضى نفسيين عن عمد في ولاية ألينوي بالملاريا، حتى يتمكن من اختبار العلاجات التجريبية.
في عام 1946 إلى عام 1948  أُجريت دراسة في غواتيمالا، الولايات المتحدة حيث استخدم الباحثون البغايا ليصيبوا السجناء، والمرضى النفسيين اللاجئين، والجنود الغواتيماليون بالزهري وغيره من الأمراض المنقولة جنسيا، من أجل اختبار فعالية البنسلين في علاج تلك الأمراض. وفي وقت لاحق حاولوا أن يصيبوا الناس "عن طريق تطعيمات مباشرة مصنوعة من بكتيريا الزهري تُصب على قضبان الرجال وعلى السواعد والوجوه التي كانت متآكلة قليلًا. . . أو في بعض الحالات من خلال بزل العمود الفقري". ما يقرب من 700 شخص أصيبوا كجزء من الدراسة (بما في ذلك الأطفال الأيتام). الدراسة كانت برعاية خدمات الصحة العامة، ومعاهد الصحة الوطنية ومكتب صحة البلدان الأمريكية (الآن منظمة الصحة للبلدان الأمريكية  بمنظمة الصحة العالمية) والحكومة الغواتيمالية. كان الفريق بقيادة جون تشارلز كاتلر، والذي شارك لاحقًا في تجربة توسكيجي للزهري. إختار كاتلر أن يقوم بالدراسة في غواتيمالا لإنه لن يسمح له بذلك في الولايات المتحدة. في عام 2010 عندما كُشف البحث، إعتذرت الولايات المتحدة لغواتيمالا رسميًا عن الدراسات. تم إطلاق دعوى قضائية ضد جامعة جونز هوبكنز، وبريستول-مايرز سكويب و مؤسسة روكفلر لتورطهم المزعوم في الدراسة.

### الخمسينات من القرن العشرين
في عام 1950، من أجل إجراء محاكاة هجوم الحرب البيولوجية، رشت البحرية الأمريكية كميات كبيرة من البكتيريا  السراتية الذابلة– كانت تعتبر غير مؤذية في هذا الوقت – فوق مدينة سان فرانسيسكو خلال مشروع يسمى عملية رذاذ البحر. أُصيب العديد من المواطنين بأمراض تشبه الالتهاب الرئوي، وتُوفي شخص على الأقل كنتيجة لذلك. رفعت عائلة الرجل الذي مات دعوى قضائية ضد الحكومة بسبب الإهمال الجسيم، ولكن حكم قاضي فيدرالي لصالح الحكومة في عام 1981. استمرت اختبارات البكتيريا السراتية على الأقل حتى عام 1969.
أيضا في عام 1950، أصاب الدكتور جوزيف ستوكس من جامعة بنسلفانيا عمدا 200 من السجينات بالتهاب الكبد الفيروسي.
من 1950 إلى عام 1972، الأطفال المعاقين ذهنيا في مدرسة ويلوبروك الحكومية في ستاتن ايلاند، نيويورك تم إصابتها عن عمد بالتهاب الكبد الفيروسي، لبحث يهدف إلى اكتشاف لقاح. من 1963 إلى 1966،  شاول كروغمان من جامعة نيويورك وعد آباء الأطفال المعاقين عقليا أن أطفالهم سيتم إدخالهم مدرسة ويلوبروك في مقابل التوقيع على استمارة الموافقة على الإجراءات التي إدعى أنها «لقاحات.»  في الواقع، تضمن الإجرائات إصابة الأطفال عن عمد بالتهاب الكبد الفيروسي عن طريق تغذيتهم بمستخلص مصنوع من براز مرضى مصابين بالمرض.
في عام 1952، تشيستر ساوثام، الباحث بمعهد سلون-كيترينج قام بحقن مباشر للخلايا السرطانية المعروفة باسم خلايا هيلا للسجناء في في سجن ولاية أوهايو ومرضى السرطان. أيضا في سلون-كيترينج، تم حقن 300 امرأة سليمة بخلايا سرطانية دون إخبارهم. وذكر الأطباء أنهم كانوا يعرفون في ذلك الوقت أنها قد تسبب السرطان.
في عام 1953 توفي فرانك أولسن إثر سقوط من فندق بعد أن خُدِر دون علم بمادة ثنائي إيثيل أميد حمض الليسرجيك من قبل وكالة المخابرات المركزية قبل ذلك بتسعة أيام.
كتبت سان فرانسيسكو كرونيكل، بتاريخ 17 ديسمبر، 1979، صفحة 5 عن ادعاء الكنيسة العلموية بأن وكالة الاستخبارات المركزية أجرت تجربة حرب بيولوجية في الهواء الطلق في عام 1955 بالقرب من تامبا، فلوريدا ومناطق أخرى في ولاية فلوريدا ببكتيريا السعال الديكي. وزعمت أن التجربة زادت من إصابات السعال الديكي بمقدار ثلاثة أضعاف في فلوريدا وأصيب أكثر من ألف حالة وتسبب ذلك في زيادة حالات الوفاة بسبب السعال الديكي في الدولة من واحد إلى 12 عن العام السابق. تم الاستشهاد بهذا الادعاء في عدد من المصادر بعد ذلك، على الرغم من أن ذلك لم يزيد من الأدلة الداعمة.
خلال الخمسينات أجرت الولايات المتحدة سلسلة من الاختبارات الميدانية باستخدام أسلحة الحشرات. تم تصميم عملية الحكة الكبيرة، في عام 1954، لاختبار قذائف محملة بالبراغيث غير المصابة (الأصلم الخوفي). في مايو 1955 تم إسقاط أكثر من 300.000 بعوضة غير مصابة (الزاعجة المصرية) على أجزاء من ولاية جورجيا الأمريكية لتحديد ما إذا كان البعوض الذي تسقطه الطائرات يمكنه البقاء على قيد الحياة ليأخذ الطعام من البشر. عٌرفت اختبارات البعوض باسم عملية الطنين الكبرى. شاركت الولايات المتحدة في ما لا يقل عن اختبارين آخرين لأسلحة الحشرات، عملية ركلة الإسقاط وعملية عيد مايو.

### الستينات من القرن العشرين
في عام 1963، تم حقن 22 مريض مسن في المستشفى اليهودية للأمراض المزمنة في بروكلين، بخلايا سرطانية حية بواسطة تشيستر ساوثام الذي قام بفعل نفس الشيء عام 1952 للسجناء في سجن ولاية أوهايو، من أجل «اكتشاف سر كيفية محاربة الأجساد الصحية لغزو الخلايا السرطانية». حاولت إدارة المستشفى أن تغطي على الدراسة، ولكن مجلس الترخيص الطبي بنيويورك وضع في نهاية المطاف ساوثام تحت المراقبة لمدة سنة واحدة. وبعد ذلك بعامين، جمعية السرطان الأمريكية انتخبوه كنائبًا للرئيس.
منذ 1963 إلى 1969 كجزء من مشروع المخاطر والدفاع على متن السفن، أجرى الجيش الأمريكي اختبارات التي شملت رش العديد من السفن الأمريكية بمختلف عوامل الحرب البيولوجية والكيميائية، في حين أن الآلاف من أفراد الجيش الأمريكي كانوا على متن السفن. ولم يتم إخطارهم بشأن التجارب، ولم يٌعطوا أي ملابس واقية. شملت المواد الكيميائية التي تم اختبارها على أفراد الجيش الأمريكي  غازات الأعصاب VX و غاز السارين، والكيماويات السامة مثل كبريتيد الزنك والكادميوم وثاني أكسيد الكبريت ومجموعة متنوعة من العوامل البيولوجية.
في عام 1966، أطلق الجيش الأمريكي بكتيريا جلوبيجي العصوية إلى نظام مترو أنفاق مدينة نيويورك كجزء من دراسة ميدانية تُسمى دراسة قابلية إصابة ركاب المترو في مدينة نيويورك بهجوم سري باستخدام العوامل البيولوجية. خضع نظام مترو أنفاق شيكاغو أيضا لتجربة مماثلة من قبل الجيش.

### بعض التجارب الأخرى للحرب البيولوجية[59]
| السنوات | الأحداث                                                                                          |
| ------- | ------------------------------------------------------------------------------------------------ |
| 1155    | الإمبراطور بربروسا يسمم آبار المياه بالأجسام البشرية، تورتونا، إيطاليا                           |
| 1346    | المغول يقذفون جثث ضحايا الطاعون فوق أسوار مدينة كافا، شبه جزيرة القرم                            |
| 1495    | يخلط الإسبان النبيذ بدم مرضى الجذام لبيعه لأعدائهم الفرنسيين، نابولي، إيطاليا                    |
| 1650    | تلميع النار بلعاب الكلاب المسعورة تجاه أعدائها                                                   |
| 1675    | أول اتفاق بين القوات الألمانية والفرنسية على عدم استخدام "الرصاص السام"                          |
| 1763    | البريطانيون يوزعون بطانيات من مرضى الجدري على الأمريكيين الأصليين                                |
| 1797    | نابليون يغمر السهول المحيطة بمانتوا بإيطاليا لتعزيز انتشار الملاريا                              |
| 1863    | يبيع الكونفدراليون ملابس مرضى الحمى الصفراء والجدري إلى قوات الاتحاد بالولايات المتحدة الأمريكية |

## تجارب الإشعاع على البشر
أدى الباحثون في الولايات المتحدة الآلاف من تجارب الإشعاع على البشر لتحديد آثار الإشعاع الذري والتلوث الإشعاعي على الجسم البشري، عادة على الفقراء، أو المرضى أو العاجزون. أُجريت معظم هذه الاختبارات، أو تم تمويلها أو أُشرف عليها من قبل القوات المسلحة الأمريكية، وهيئة الطاقة الذرية، أو غيرها من الوكالات الحكومية الفيدرالية الأمريكية.
شملت التجارب مجموعة واسعة من الدراسات، التي تضمنت أشياء مثل تغذية الأطفال المعاقين عقليا أو رافضي الخدمة العسكرية بطعام مشع، وإدراج قضبان راديوم في أنوف تلاميذ المدارس، وإطلاق مواد كيميائية مشعة عمدًا في أنحاء مدن الولايات المتحدة وكندا، وقياس الآثار الصحية الناجمة عن التسرب الإشعاعي من اختبارات القنبلة النووية، وحقن النساء الحوامل والرضع بالكيماويات المشعة، وتعريض خصيتين السجناء للإشعاع، وأمور أخرى.
الكثير من المعلومات عن هذه البرامج كانت سرية وظلت طي الكتمان. في عام 1986 أصدرت لجنة التجارة والطاقة في الولايات المتحدة تقرير بعنوان خنازير غينيا النووية الأمريكية: ثلاثة عقود من تجارب الإشعاع على مواطني الولايات المتحدة. تقارير ايلين ويلسوم في التسعينات عن التجارب الإشعاعية لمنصة ألبوكركي حثت على إنشاء اللجنة الاستشارية بشأن التجارب الإشعاعية على البشر بأمر تنفيذي من الرئيس بيل كلينتون، لمراقبة اختبارات الحكومة. نشرت النتائج في عام 1995. كتبت ويلسوم لاحقًا كتابًا بعنوان ملفات البلوتونيوم.

### تجارب اليود المشع
في عام 1949 عملية تسمى "Run|ا لتشغيل الأخضر،" حيث تم إطلاق اليود-131 وزينون-133 إلى الغلاف الجوي بالقرب من موقع هانفورد في واشنطن، حيث لوثت حوالي 500,000-أكر (2,000 كـم2) وتحتوي تلك المنطقة على ثلاث بلدات صغيرة.
في عام 1953،  أجرت هيئة الطاقة الذرية الأمريكية العديد من الدراسات في جامعة آيوا على الآثار الصحية من اليود المشع في الأطفال حديثي الولادة والنساء الحوامل. في إحدى الدراسات، أعطى الباحثون النساء الحوامل من 100 إلى 200 ميكروكوري من اليود-131، من أجل دراسة الأجنة المجهضة في محاولة اكتشاف في أي مرحلة، وإلى أي مدى، يتمكن اليود المشع من عبور حاجز المشيمة. في دراسة أخرى، قاموا بإعطاء 25 طفل حديث الولادة (تحت عمر 36 ساعة ووزنهم من 2.1 إلى 5.5 رطل) اليود-131، إما عن طريق الفم أو عن طريق الحقن، بحيث يمكن قياس كمية اليود في الغدة الدرقية، حيث أن اليود سوف يذهب إلى هذه الغدة.
في تجربة أُخرى لهيئة الطاقة الذرية الأمريكية، غذَّى باحثون من كلية الطب جامعة نبراسكا من الرُضَّع الأصحاء باليود-131 عن طريق أنبوب بالمعدة لمعرفة تركيز اليوم بالغدة الدرقية للأطفال الرضع.
في عام 1953، رعت هيئة الطاقة الذرية الأمريكية راسة لاكتشاف ما إذا كان اليود المشع يؤثر على الأطفال المولودين مبكرًا بشكل مختلف عن الأطفال المولودين بشكل كامل، حيث أعطى الباحثون من مستشفى هاربر في ديترويت عن طريق الفم اليود-131 ل65 من الأطفال المولودين مبكرا والمولودين بشكل كامل من 2.1 إلى 5.5 رطل (0.95 إلى 2.49 كـغ).
من 1955 إلى 1960، كانت مستشفى سونوما في شمال كاليفورنيا بمثابة موقع الإنزال الدائم للأطفال المعاقين ذهنيًا الذين تم تشخصيهم بالشلل الدماغي أو اضطرابات أقل. تم إخضاع الأطفال لاحقًا لتجارب مؤلمة دون موافقة البالغين. كما تم إعاء العديد منهم حقن في الحبل الشوكي«والتي لم يكن منها فائدة مباشرة.» الصحفيين من 60 دقيقة علموا أن خلال تلك الخمس سنوات، تم إزالة ودراسة دماغ الأطفال الذين كانوا يعانون من الشلل الدماغي وتوفوا في ولاية سونوما دون موافقة الوالدين. وفقا لشبكة سي بي اس، أكثر من 1400 مريض توفوا في تلك العيادة.
في تجربة في الستينات، أكثر من 100 مواطن من ألاسكا تعرضوا بإستمرار لليود المشع.
في عام 1962، أطلع موقع هانفورد مره أخرى اليود-131، وتمركز الخاضعين للفحص على طول المسار لتسجيل تأثيره عليهم. جنَّدت هيئة الطاقة الذرية أيضا المتطوعين من هانفورد ليشربوا لبن ملوث باليود-131 أثناء ذلك الوقت.

### تجارب اليورانيوم
بين عامي 1946 و1947، باحثون من جامعة روتشستر قاموا بحقن اليورانيو-234 واليورانيوم-235 في جرعات تتراوح من 6.4 إلى 70.7 ميكروغرام لكل كيلوغرام من وزن الجسم إلى ستة أشخاص لدراسة كمية اليورانيوم التي يمكن أن تتحملها كليتهم قبل أن تتلف.
بين عامي 1953 و1957، في مستشفى ماساتشوستس العام، الدكتور ويليام سويت قام بحقن أحد عشر مريض ميؤوس من شفائهم، في حالة غيبوبة أو شبه غيبوبة باليورانيوم في تجربة لتحديد، من بين أشياء أخرى، قدرته كعلاج كيميائي ضد أورام الدماغ، حيث كان جميع المرضى مصابين به عدا مريض واحد (خطأ في التشخيص). الدكتور سويت، الذي توفي في عام 2001، أبقى على أن الموافقة تم الحصول عليها من المرضى والأقارب.

### تجارب البلوتونيوم
من 10 أبريل 1945 إلى 18 يوليو، 1947، تم حقن ثمانية عشر شخصًا بالبلوتونيوم كجزء من مشروع مانهاتن. بجرعات تتراوح من 95 إلى 5900 كوري.
ألبرت ستيفنز رجل تم تشخصية بسرطان المعدة، تلقى «علاج» «للسرطان» في مركز سان فرانسيسكو الطبي عام 1945. الدكتور جوزيف جيلبرت هاملتون، هو طبيب من مانهاتن مسؤول عن التجارب البشرية في كاليفورنيا قام بحقن ستيفنز بالبلوتونيوم-238 والبلوتونيوم-239 دون موافقة. لم يُصب ستيفنز بالسرطان على الإطلاق; حيث خضع لعملية جراحية لإزالة الخلايا السرطانية وكانت ناجحة للغاية في إزالة ورم حميد وعاش لمدة 20 عاما مع حقن البلوتونيوم. منذ أن تلقى ستيفنز البلوتونيوم-238 المُشع، كانت جرعته المتراكمة على مدار باقي حياته أكثر مما تلقاه أي شخص آخر: 64 زيفرت (6400 ريم). لم يتم إخبار ألبرت ستيفنز أو أحد من أقاربه أنه لم يكن مصاب بالسرطان على الإطلاق; مما أدى إلى اعتقادهم أن التجربة «العلاج» قد نجحت. تم الحصول على بقايا رماده خلسة من قبل مختبر أرغون الوطني للبيولوجيا الإشعاعية البشرية عام 1975 دون موافقة أقاربه الأحياء. تم نقل بعض من الرماد إلى مستودع الأنسجة الخاص بعلم البيولوجيا الإشعاعية البشرية  في جامعة واشنطن، التي تحافظ على رفات الأشخاص الذين توفوا بسبب وجود النظائر المشعة في الجسم.
تم حقن ثلاثة مرضى في مستشفى بيلينجز في جامعة شيكاغو بالبلوتونيوم. في عام 1946، تم إعطاء ستة موظفين من مختبرات الفلزات بشيكاغو  مياه ملوثه بالبلوتونيوم-239، بحيث يمكن للباحثين دراسة كيفية امتصاص البلوتونيوم في الجهاز الهضمي.
تم حقن إمراءة ذات ثمانية عشر عامًا في مستشفى أبستيت بنيوروك بالبلوتونيوم، كانت تتوقع أن يتم علاجها لمرض بالغدة النخامية.

### تجارب تتضمن مواد مشعة أخرى
مباشرة بعد الحرب العالمية الثانية، أعطى الباحثون في جامعة فاندربيلت 829 من الأمهات الحوامل في ولاية تينيسي ما قيل «مشروبات فيتامين» التي من شأنها تحسين صحة أطفالهن. إحتوى الخليط على حديد مشع وعمل الباحثون على تحديد مدى سرعة عبور النظائر المشعة إلى المشيمة. ثلاثة أطفال على الأقل لقوا حتفهم من التجارب، بسبب السرطانات وسرطان الدم. أربعة من الأطفال ماتوا بسبب السرطان نتيجة للتجارب، وعانت النساء من الطفح الجلدي، وكدمات، وفقر الدم، وفقدان الشعر/الأسنان، والسرطان.
من عام 1946 إلى 1953، في مدرسة وولتر فيرنالد في ماساتشوستس، في تجربة برعاية هيئة الطاقة الذرية الأمريكية وشركة الشوفان كويكر، تم تغذية 73 من الأطفال المعوقين عقليا بدقيق الشوفات المحتوي على الكالسيوم المشع وغيره من النظائر المشعة، من أجل تتبع «كيفية هضم المواد الغذائية». ولم يتم إخبار الأطفال أنهم تغذوا على كيماويات مشعة؛ بل تم من قبل العاملين في المستشفى والباحثين أنهم ينضمون إلى «نادي العلوم».
عرضت مستشفى جامعة كاليفورنيا في سان فرانسيسكو 29 مريض، بعضهم مصاب بالتهاب المفاصل الروماتويدي، لإشعاع كامل على الجسم (بجرعة 100-300 راد) للحصول على بيانات للجيش.
في الخمسينات، أجرى باحثون في كلية الطب في فرجينيا تجارب على ضحايا الحروق الشديدة، معظمهم من الفقراء السود، دون علمهم أو موافقتهم، بتمويل من الجيش بالتعاون مع هيئة الطاقة الذرية. تعرض المشاركين في التجارب لحروق إضافية، وعلاج تجريبي بالمضادات الحيوية، وحقن بالنظائر المشعة. كمية الفوسفور-32 المشعة التي تم حقنها في بعض المرضى، 500 ميكروكوري (19 مجبيك)، كانت 50 ضعف أكثر من الجرعة «المقبولة» في الفرد الصحيح؛ للأشخاص الذين يعانون من حروق شديدة، من المرجح أن ذلك أدى إلى زيادة كبيرة في معدلات الوفاة.
بين 1948 و 1954، بتمويل من الحكومة الاتحادية، باحثون في مستشفى جونز هوبكنز قاموا بإدراج قضبان الراديوم في أنوف 582 من أطفال مدارس بالتيمور، ميريلاند كبديل عن اللحمية. تجارب مماثلة أجريت على أكثر من 7000 من الجيش الأمريكي وأفراد البحرية خلال الحرب العالمية الثانية. أصبح إشعاع الراديوم الأنفي مقياس للعلاج الطبي وتم استخدامه في أكثر من اثنين ونصف مليون أمريكي.
وفي دراسة أخرى في مدرسة وولتر فيرنالد في عام 1956، إعطى الباحثون الأطفال المعوقين عقليا كالسيوم مشع عن طريق الفم والحق الوريدي. كما حقنوا أيضًا مواد كيميائية مشعة في الأطفال الذين يعانون من سوء التغذية ودفعوا الإبر من خلال الجماجم، وإلى داخل أدمغتهم، ومن خلال أعناقهم، وفي العمود الفقري لجمع السائل النخاعي للتحليل.
في عامي 1961 و1962، تم أخذ عينات دم من عشر سجناء بولاية يوتا وتم خلطها بالمواد المشعة ثم أُعيد حقنها مره أُخرى إلى أجسامهم.
قامت هيئة الطاقة الذرية بتمويل معهد ماساتشوستس للتكنولوجيا لإعطاء الراديوم-224 و الثوريوم 234 إلى 20 شخصا بين عامي 1961 و1965. تم اختيار الكثيرين من مركز إيدج في نيو إنجلاند وقد تطوعوا «لمشاريع بحثية عن الشيخوخة».  كانت الجرعات 0.2–2.4 ميكروكوري (7.4–88.8 كـبيك)للراديوم 1.2–120 ميكروكوري (44–4,440 كـبيك) للثوريوم.
في دراسة عام 1967 نُشرت في مجلة التحقيقات السريرية، تم حقن نساء حوامل بالكورتيزول المشع لمعرفة ما إذا كان سيعبر حاجز المشيمة ويؤثر على الأجنة.

### أبحاث الغبار النووي
في عام 1957، الانفجارات النووية الجوية في نيفادا، والتي كانت جزءا من عملية بلمبوب عُرف مؤخرًا أنها أصدرت ما يكفي من الإشعاعات لتتسبب في زيادة حالات سرطان الغدة الدرقية من 11,000 إلى 212,000 حالة بين مواطني الولايات المتحدة الذين تعرضوا للتهاطل النووي الناتج عن الانفجارات، مما أدى إلى ما بين 1100 و 21,000 حالة وفاة.
في بداية الحرب الباردة، في الدراسات المعروفة باسم المشروع جبرائيل و مشروع شروق الشمس، حاول باحثون من الولايات المتحدة، والمملكة المتحدة، وأستراليا تحديد مقدار الغبار النووي اللازم لجعل الأرض غير قابلة للسكن. أدركوا أن التجارب النووية في الغلاف الجوي قد وفرت لهم فرصة لمعرفة ذلك. مثل هذه الاختبارات قد نشرت التلوث الإشعاعي في جميع أنحاء العالم، ويمكن أن يكشف فحص الجثث البشرية عن مدى سهولة امتصاصه وبالتالي مدى الضرر الذي تسبب فيه. خاصةً تركز السترونتيوم-90 في العظام. كان التركيز الأكثر على الرضع، لأنهم كانوا الأكثر عرضة لامتصاص الملوثات الجديدة. نتيجة لهذا الاستنتاج، بدأ الباحثون في برنامج لتجميع الأجساد البشرية والعظام من جميع أنحاء العالم، مع التركيز بشكل خاص على الرضع. تم حرق العظام وجمع الرماد لتحليل النظائر المشعة. كان هذا المشروع سرا في البداية لأنه سيكون كارثة على العلاقات العامة؛ ونتيجة لذلك لم يتم إخبار الوالدين والأقارب بما يتم عمله بأجساد أقاربهم.

### تجارب الإشعاع
بين 1960 و 1971، مولت وزارة الدفاع تجارب إشعاعية غير توافقية على الفقراء، ومرضى السرطان السود، والذين لم يتم إخبارهم مالذي يجري لهم. إنما أُخبروا أنهم كانوا يتلقون «علاج» قد يشفي السرطان، ولكن البنتاغون كان يحاول تحديد آثار مستويات الإشعاع العالية على جسم الإنسان. أحد الأطباء المشاركين في التجارب، روبرت ستون، كان قلقا من التقاضي من قبل المرضى. وأشار لهم فقط بالأحرف الأولى على التقارير الطبية. فعل هذا من أجل، على حد قوله، «لن يكون هناك أي وسيلة يمكن للمرضى أن يربطوا أنفسهم بالتقارير»، من أجل منع «إما الدعاية السلبية أو التقاضي».
من عام 1960 إلى عام 1971، الدكتور يوجين سينغر، بتمويل وكالة الدفاع الذري، قام بعمل تجارب إشعاعية كاملة على أكثر من 90 شخص فقير، وأسود، وفي مراحل متأخرة من سرطانات وأورام لا شفاء منها في المركز الطبي في جامعة سينسيناتي. وقام بتزوير استمارات الموافقة، ولم يُبلغ بمخاطر الإشعاع. تم إعطاء المرضى 100 أو أكثر راد (1 غراي) من إشعاع على الجسم كله، والذي تسبب في كثير منهم في الألم الشديد والقيء. شكك النقاد من المبررات الطبية لهذه الدراسة، وأكدوا أن الغرض الرئيسي من هذا البحث هو دراسة التأثيرات الحادة الناجمة عن التعرض للإشعاع.
من 1963 إلى 1973، الرائد في مجال الغدد الصماء، الدكتور كارل هيلر، قام بتجارب إشعاع على خصيتين من سجناء ولايتي أوريغون وواشنطن. وفي مقابل مشاركتهم، أعطاهم 5 دولار شهريًا، و100 دولار بعد قطع القناة المنوية عند انتهاء التجربة. الجراح الذي قام بتعقيم الرجال قال أن ذلك كان ضروري «للحفاظ على عامة السكان من الإشعاع الناتج عن المسوخ». الدكتور جوزيف هاملتون، أحد الباحثين الذين عملوا مع هيلر على التجارب، قال أن التجارب «كان بها قليلا من لمسة بوخنفالد».
في عام 1963، قام باحثون من جامعة واشنطن بإشعاع الخصيتين في 232 سجين لتحديد آثار الإشعاع على وظيفة الخصية. عندما غادر هؤلاء النزلاء السجن لاحقًا وأنجبوا أطفال، على الأقل أربعة كانت ذريتهم مصابة بتشوهات خلقية. العدد الدقيق غير معروف لأن الباحثين لم يتابعوا حالتهم.

## التجارب الكيميائية

### اختبارات غير توافقية
من 1942 إلى 1944، أجرى قطاع الحرب الكيميائية الأمريكية تجارب عرضت آلاف من أفراد الجيش الأمريكي لغاز الخردل، من أجل اختبار فعالية الأقنعة والملابس الواقية.
من عام 1950 وحتى عام 1953، رش الجيش الأمريكي المواد الكيميائية على أكثر من ست مدن في الولايات المتحدة وكندا ، من أجل اختبار أنماط تشتت الأسلحة الكيميائية. تنص سجلات الجيش على أن الكيماويات التي تم رشها على مدينة وينيبيغ، كندا، وشملت كبريتيد الكادميوم والزنك، التي لم يُعتقد أنها ضارة. في دراسة أُجريت ام 1997 من قبل المجلس الوطني الأمريكي للأبحاث وجد أنه تم الرش بمستويات قليلة حتى لا تكون ضارة؛ وقالت أيضا أن الناس يتعرضون لها بشكل طبيعي بمستويات أعلى في البيئات الحضرية.
لاختبار ما إذا كان حمض الكبريتيك، الذي يستخدم في صنع دبس السكر ضار كإضافة غذائية، قام مجلس الصحة بولاية لويزيانا  بإجراء دراسة بتغذية «سجناء زنوج» بدبس السكر فقط لمدة خمسة أسابيع. وذكر أحد التقارير أن السجناء لم «يعترضوا على تعريض أنفسهم للاختبار، لإن ذلك لم يكن ليفيد على أي حال.»
في مقال عام 1953 في مجلة العلوم السريرية الطبية/العلمية وصف وصف تجربة طبية حيث حرق الباحثون عن عمد الجلد الذي يغطي البطن في 41 طفل، تراوحت أعمارهم من 8 إلى 14 عام، باستخدام كانثرايد. أجريت الدراسة لتحديد مدى الشدة التي ستجرح/ستهيج جلد الأطفال. بعد الدراسات، اتم إزالة جلد الأطفال المتقرح بمقص ومسحه باستخدام البيروكسيد.

### عملية القبعة
في يونيو 1953 إعتمد جيش الولايات المتحدة رسميًا توجيهات بشأن استخدام البشر في التجارب والأبحاث الكيميائية، أو البيولوجية، أو الإشعاعية، حيث يتطلب ذلك الآن تفويض من وزير الدفاع لجميع الأبحاث التي تتضمن بشر. في إطار المبادئ التوجيهية، سبعة مشاريع بحثية تتضمن الأسلحة الكيميائية والبشر قُدمت من قبل الفرقة الكيميائية لوزير الدفاع في أغسطس عام 1953. تضمن أحد المشاريع منفّطات، وآخر تضمن فوسجين، وخمسة تجارب تضمنت عوامل مؤثرة على الأعصاب؛ وتمت الموافقة على السبعة أبحاث.
ومع ذلك، تركت تلك المبادئ التوجيهية ثغرة؛ حيث لم تحدد نوع التجارب والاختبارات المطلوبة للحصول على موافقة الوزير. كانت عملية القبعة واحدة من العديد من المشاريع التي لم تُقدم للموافقة عليها. وسُميّت «ممارسة ميدانية» من قبل الجيش خلال الفترة من 15 إلى 19 سبتمبر عام 1953 في مدرسة الجيش الكيميائية في فورت ماكليلان، ألاباما. استخدمت التجارب أفراد من الفيلق الكيميائي لاختبار طرق إزالة التلوث الناتج عن الأسلحة البيولوجية والكيميائية، بما في ذلك غاز الخردل والكبريت و عوامل الأعصاب. تم تعريض الأفراد عن عمد لهذه الملوثات، ولم يتطوعوا لذلك، ولم يتم إخبارهم بالتجارب. في عام 1975 تقرير المراقب العام بالبنتاغون، قال أن الجيش أبقى على عملية القبعة دون الحصول على الموافقة طبقا للمبادئ التوجيهية لأنها كانت إحدى واجبات العمل في الفيلق الكيميائي.

### برنامج هولمزبيرج
من ما يقرب من عام 1951 إلى عام 1974، كان سجن هولمزبيرج في ولاية بنسلفانيا موقع واسع للأبحاث الجلدية، باستخدام السجناء. بقيادة الدكتور ألبرت كليغمان من جامعة بنسلفانيا، أُجريت الدراسات عن شركة داو للكيماويات، والجيش الأمريكي، وجونسون آند جونسون. في واحدة من الدراسات، دفعت شركة داو للكيماويات 10.000 دولار لكليغمان لحقن مادة الديوكسين — مركب عالي السمية، ومسرطن وجد في العامل البرتقالي الذي صنعته داو ليُستخدم في فيتنام في ذلك الوقت — في 70 سجين (ومعظمهم من السود). أُصيب السجناء بآفات شديدة والتي لم تُعالج لمدة سبعة أشهر. حيث داو كيميكال أن تدرس الآثار الصحية للديوكسين وغيره من مبيدات الأعشاب، وكيف تؤثر على جلد الإنسان، لأن العمال في مصانهم الكيماوية أُصيبوا بعُدّ كلوري المنشأ. في الدراسة، عرض كليغمان السجناء لنفس كمية الديوكسين تقريبًا التي تعرض لها الموظفين. في عامي 1980 و1981، قاضى بعد الأشخاص الذين تعرضوا لهذه الدراسة البروفيسور كليغمان بسبب إصابتهم للعديد من المشاكل الصحية، بما في ذلك مرض الذئبة والضرر النفسي.
تابع كليغمان لاحقًا دراساته على الديوكسين، بزيادة جرعة الديوكسين في عشرة من السجناء إلى 7,500 ميكروغرام، وهو أكثر بحوالي 468 مرة من الجرعة الرسمية التي أذن له المسئول الكيميائي بشركة داو جيرالد رو بإستخدامها. ونتيجة لذلك، أُصيب السجناء بالبثور الالتهابية والحطاطات.
دفع برنامج هولمزبيرج لعديد من النزلاء معاش رمزي لاختبار مجموعة واسعة من المنتجات التجميلية والمواد الكيميائية، التي كان تأثيرها الصحي غير معروف في ذلك الوقت.  عند وصوله هولمزبيرج،  يُزعم أن كليغمان قال، «كل ما رأيته أمامي كانت فدادين من الجلد... كان مثل مزارع رأى حقل خصب للمرة الأولى.» في عدد صدر عام 1965 من مجلة  أخبار طبية ذكر أن 9 من أصل 10 سجناء في سجن هولمزبيرج كانوا خاضعين لتجارب طبية. في عام 1967، دفع الجيش الأمريكي لكليغمان لوضع مواد كيميائية حارقة للجلد لوجوه وظهور نزلاء هولمزبيرج، على حد قول كليغمان، «لمعرفة كيف يحمي الجلد نفسه ضد الهجوم المزمن بالمواد الكيميائية السامة، أو ما يُسمى بعملية التصلب.»

## التجارب النفسية وتجارب التعذيب

### أبحاث الحكومة الأمريكية
مولت حكومة الولايات المتحدة وأجرت العديد من التجارب النفسية، وخاصة أثناء عصر الحرب الباردة. العديد من هذه التجارب أجريت للمساعدة في تطوير وسائل تعذيب وإستجواب أكثر فعالية للجيش الأمريكي ووكالات الإستخبارات، وتطوير تقنيات الأميركيين لمقاومة التعذيب على أيدي العدو.

#### مصل الحقيقة
في الدراسات أُجريت من عام 1947 إلى عام 1953، التي كانت تعرف باسم مشروع الثرثرة، بدأت البحرية الأمريكية بتحديد واختبار أمصال الحقيقة، التي كانوا يأملون إستخدامها أثناء استجواب الجواسيس السوفيات. بعض المواد الكيميائية التي تم اختبارها على الإنسان إحتوت على المسكالين و مضادات الكولين وسكوبولامين.
بعد ذلك بوقت قصير، في عام 1950، بدأت وكالة الإستخبارات المركزية المشروع بلوبيرد، في وقت لاحق أعيدت تسميته بمشروع الخرشوف، الذي كان غرضه المعلن وضع «وسائل السيطرة على الأفراد خلال أساليب الاستجواب الخاصة»، «وطريقة أو طرق منع استخراج المعلومات من عملاء وكالة الإستخبارات الأمريكية»، و«الإسخدامات الهجومية للتقنيات الغير تقليدية، مثل التنويم المغناطيسي والمخدرات». الغرض من المشروع مبين في مذكرة بتاريخ يناير عام 1952 الذي نصت، «هل يمكننا السيطرة على الفرد لدرجة أنه سوف يبذل العطائات ضد إرادته وحتى ضد قوانين الطبيعة، مثل الحفاظ على الذات؟» درس المشروع استخدام التنويم المغناطيسي، وإدمان المورفين القسري ويليه الإنسحاب القسري، واستخدام المواد الكيميائية الأخرى، من بين طرق أخرى لإحداث فقدان الذاكرة وغيرها من الحالات الضعيفة للأشخاص المعرضين للتجارب. من أجل «تقنيات مثالية لإستخراج المعلومات من الأفراد، سواء كان على استعداد أم لا»، الباحثين بمشروع بلوبيرد قاموا بتجريب مجموعة واسعة من المؤثرات العقلية، بما في ذلك عقاقير الهلوسة، والهيروين، والماريجوانا، والكوكايين، والفينسيكليدين، والمسكالين، والإيثر.  حقن الباحثون بمشروع بلوبيرد الباحثين أكثر من 7000 من أفراد الجيش الأمريكي بعقاقير الهلوسة، دون علمهم أو موافقتهم، في ثكنة إدجوود في ولاية ماريلند. بعد سنوات من هذه التجارب أكثر من 1.000 من هؤلاء الجنود عانوا من عدة أمراض، بما في ذلك الإكتئاب والصرع. وكثير منهم حاول الانتحار.

#### وفيات الأدوية
في عام 1952، توفي لاعب التنس المحترف هارولد بلاور عندما حُقن بواسطة الدكتور جيمس كاتل بجرعة قاتلة من أحد مشتقات المسكالين في معهد ولاية نيويورك للطب النفسي في جامعة كولومبيا. وزارة دفاع الولايات المتحدة، التي رعت عملية الحقن، تواطئت مع وزارة العدل ومكتب النائب العام لمدينة نيويورك لإخفاء أدلة تورطها لمدة 23 عاما. إدعى كاتل أنه لا يعرف الحقنة التي أعطاها الجيش له ليحقنها في بلاور، قائلا: «لم نكن نعلم ما إذا كانت بول كلاب أو ماذا كنا نعطيه له.»
في 19 نوفمبر، عام 1953 تم حقن الدكتور فرانك أولسون بجرعة من عقاقير الهلوسة دون علمه أو موافقته قبل وفاته بتسعة أيام. تم التغطية على هذا لمدة 22 عام حتى الإفشاء عن مشروع إم كي ألترا.

#### مشروع إم كي ألترا

##### التأسيس
في عام 1953، وضعت وكالة المخابرات المركزية  العديد من إستجواباتها وبرامجها للتحكم في العقل تحت إشراف برنامج واحد، يعرف بالإسم الرمزي MKULTRA، بعد شكوى مدير وكالة المخابرات المركزية الن دالاس من عدم وجود ما يكفي من «خنازير غينيا البشرية لتجربة هذه التقنيات الغير عادية». كان مشروع إم كي ألترا تحت قيادة مباشرة من الدكتور سيدني غوتليب من شعبة الخدمات التقنية. حصل المشروع على أكثر من 25 مليون دولار، وتضمن المئات من التجارب على البشر في ثمانين مؤسسة مختلفة.
في مذكرة تصف الغرض من أحد برامج إم كي ألترا الفرعية، يقول ريتشارد هيلمز:
في عام 1954، تم إنشاء مشروع QKHILLTOP التابع لوكالة الاستخبارات المركزية لدراسة تقنيات غسيل الدماغ الصينية، ولتطوير أساليب إستجواب فعالة. معظم الدراسات المبكرة يعتقد أنها قد تم تنفيذها ضمن برامج دراسة علم البيئة البشرية من قبل كلية الطب البشري في جامعة كورنيل، تحت إشراف الدكتور هارولد وولف طلب وولف من وكالة الإستخبارات المركزية توفير أي المعلومات يمكن أن يحصلوا عليها بشأن «تهديدات، أو إكراه، أو سجن، أو حرمان،  أو الإذلال، أوالتعذيب، أو 'غسيل دماغ'، أو 'الطب النفسي الأسود'، أوالتنويم المغناطيسي، أو أي مزيج من هذا، مع أو بدون عوامل كيميائية.» وفقا لوولف سوف يقوم فريق البحث بعد ذلك:
أحد المشاريع الفرعية الأخرى من مشاريع أم كي ألترا، عملية ذروة منتصف الليل، والتي تتكون من شبكة من المقرات الآمنة والتي تديرها وكالة الإستخبارات المركية في سان فرانسيسكو، ومارين، ونيويورك التي أنشئت من أجل دراسة آثار عقاقير الهلوسة على المعارضين. تم تكليف المومسات الموظفات من قبل وكالة الإستخبارات المركزية بإغراء الزبائن إلى المقار الآمنة، حيث يتم حقنهم خلسة بمجموعة واسعة من المواد بما في ذلك عقاقير الهلوسة، ومراقبتهم من خلف الزجاج. تم تطوير العديد من القتنيات في ذلك المسرح، بما في ذلك أبحث واسعة النطاق في الابتزاز الجنسي، تكنولوجيا المراقبة، وإمكانية استخدام العقاقير المنشطة  في العمليات الميدانية.
في عام 1957، بتمويل من وكالة الإستخبارات المركزية، دونالد اوين كاميرون من معهد ألان مومريال في مونتريال، كندا المشروع الفرعي 68 التابع لأم كي ألترا. صُممت تجاربه لتكون أول محاولة «لأزالة أنماط» الأفراد، ومحو عقولهم وذكرياتهم—تخفيض مستواهم العقلي إلى مستوى رضيع—ثم إلى «إعادة بناء» شخصياتهم بالأسلوب الذي يختاره. لتحقيق ذلك، وضع كاميرون المرضى تحت «رعايته» في غيبوبة ناتجة عن مخدرات لمدة 88 يوم، وصعقهم بصدمات كهربية عديدة على مدار أسابيع أو شهور، وصل غالبًا حتى 360 صعقة كهربية لكل شخص. ونفذ بعد ذلك ما أسماه بتجارب «القيادة النفسية» على الأفراد المشاركين، حيث يقوم بتشغيل عبارات مسجلة بشكل متكرر، مثل «أنت زوجة وأم جيدة والناس يستمتعون بصحبتك»، من خلال مكبرات صوتية كان قد زرعها في خوذات كرة قدم معتمة قام بوضعها على رؤوس الأفراد المشاركين بالتجربة (لغرض حرمانهم من الحواس). لم يستطع المرضى فعل أي شيء إلا الاستماع لتلك الرسائل، التي يتم تشغيلها لمدة 16-20 ساعة يوميًا، لمدة أسابيع في كل مرة. في إحدى الحالات، أجبر كاميرون أحد الأشخاص على الاستماع لرسالة بشكل متواصل لمدة 101 يوم. باستخدام تمويل وكالة الإستخبارات المركزية، حوَّل كاميرون إسطبل الأحصنة خلف ألان مومريال إلى غرفة عزل كامل وتجريد حسي حيث أبقى المرضى محبوسين لمدة أسابيع في وقت واحد.  حفز كاميرون أيضا غيبوبات الأنسولين في المرضى بإعطاهم كميات كبيرة من الأنسولين، مرتين يوميا، لمدة تصل إلى شهرين في المرة. العديد  من الأطفال الذين أجرى عليهم كاميرون التجارب كانوا قد تعرضوا لاعتداء جنسي، في حالة واحدة على الأقل من قبل العديد من الرجال. وتم تصوير أحد الأطفال العديد من المرات يقوم بأفعال جنسية مع شخصيات هامة في الحكومة الفيدرالية، ي الحكومة الاتحادية، في خطة وضعها كاميرون وباحثون أخرون في برنامج أم كي ألترا، لابتزاز المسؤولين لضمان مزيد من التمويل من أجل التجارب.

##### مخاوف
وكالة الإستخبارات المركزية القيادة لديها مخاوف جدية حول هذه الأنشطة، كما يتضح في تقرير المفتش العام عام 1957، وجاء فيه:
في عام 1963، توصلت وكالة الإستخبارات المركزية للعديد من نتائج الأبحاث النفسية في ما أصبح يعرف باسم كتيب كيوبارك لمكافحة الإستجواب، الذي استشهد بدراسات أم كي ألترا وغيرها من برامج الأبحاث السرية كأساس علمي لأساليب إستجوابهم. سافر كاميرون بشكل منتظم في جميع أنحاء الولايات المتحدة ليعلم العسكريين تقنياته (من تغطية رؤوس السجناء للحرمان الحسي، والعزل لفترة طويلة، والإذلال، الخ)، وكيفية إستخدامها في الإستجوابات. كما تلقت مجموعات شبه مسلحة من أمريكا اللاتينية تعمل لصالح وكالة الإستخبارات المركزية والجيش الأمريكية تدريب على هذه التقنيات النفسية في أماكن مثل مدرسة الأمريكتين. في القرن 21، العديد من تقنيات التعذيب المتقدمة في دراسات مشروع إم كي ألترا وغيره يتم إستخدامها في سجون الجيش الأمريكي ووكالة الإستخبارات المركزية مثل خليج غوانتانامو وأبو غريب. في أعقاب جلسات الاستماع في الكونغرس، ركزت كبرى وسائل الإعلام على القصص المثيرة المتعلقة بعقاقير الهلوسة، و«السيطرة على العقل»، و«غسيل الدماغ»، ونادرا ما تُستخدم كلمة «التعذيب». وهذا يشير إلى أن باحثي وكالة الإستخبارات المركزية كانوا، منا وصفهم أحد الكتاب «مجموعة من مهرجي الخيال العلمي المتعلثمين»، بدلا من مجموعة عاقة من الرجال الذين كانوا يديرون مختبرات تعذيب وتجارب طبية في جامعات أمريكية كبيرة؛ لقد رتبوا لتعذيب، واغتصاب، والإساءة نفسيًا لبالغين وأطفال، مما دفع العديد منهم للجنون بشكل دائم.

##### الإغلاق
استمرت نشاطات أم كي ألرا حتى عام 1973 عندما أمر ريتشارد هيلمز مدير وكالة الإستخبارات المركزية، خوفا من فضحهم أمام العامة، بإنها المشروع، وتم تدمير جميع الملفات. ولكن، خطأ كتابي أرسل العديد من الوثائق إلى المكتب الخاطئ، وذلك عندما كان العاملين بوكالة الإستخبارات المركزية يدمرون الملفات، بعضها بقى. وتم نشرها في وقت لاحق بموجب قانون حرية المعلومات من قبل المحقق الصحفي جون ماركس. وغضب كثير من الناس في الرأي العام الأمريكي عندما علموا بهذه التجارب، وأُجريت العديد من التحقيقات في الكونغرس، بما في ذلك لجنة الكنيسة ولجنة روكفلر.

في 26 أبريل عام 1976، أصدرت لجنة الكنيسة في مجلس الشيوخ الأمريكي تقريرًأ، التقرير النهائي من اللجنة المختارة للدراسة العملية الحكومية فيما يتعلق بأنشطة الاستخبارات، في الكتاب الأول، الفصل السابع عشر، ص. 389، حيث نص التقرير على:
عملية خاصة، عرفت بإم كي دلتا، تم تأسيسها لتنظيم استخدام مواد المشروع إم كي ألترا في الخارج. مثل هذه المواد تم إستخدامها في عدد من المناسبات. وذلك لأن سجلات إم كي ألترا تم تدميرها، ومن المستحيل إعادة إنشاء مواد العملية إم كي ألترا بواسطة وكالة الإستخبارات المركزية في الخارج؛ تم تحديد بداية استخدام هذه المواد في الخارج عام 1935، ومن المحتمل قبل 1950.

#### التجارب على المرضى الذين يعانون من أمراض عقلية
أجرى دكتور روبرت هيث من جامعة تولين تجارب على 42 مريض مصاب بالفصام وسجناء في إصلاحية ولاية لويزيانا. تم تمويل التجاربب بواسطة الجيش الأمريكية. أعطاهم عقاقير هلوثة وبالبوكبنين، وقام بزراعة أقطاب كهربية في منطقة الحاجز الدماغي لتنشيطه وقام بعمل رسم المخ.
مختلف التجارب أجريت على الأشخاص الذين يعانون من الفصام وكانت حالتهم مستقرة، تجارب أخرى أجريت على الناس الذين  أشخاص أُصيبوا بنوبة واحدة من الذهان. حيث تم إعطاهم الميثيلفينيديت لمعرفة تأثيره على عقولهم.

#### تجارب التعذيب
من 1964 إلى 1968، دفع الجيش الأمريكي 386,486 دولار إلى الأستاذة ألبريت كليغمات وهربرت كوبيلان لإجراء التجارب بمواد منشطة على 320 سجينا من سجن هولمزبيرج. الهدف من الدراسة هو تحديد أقل جرعة فعالة من كل دواء لإعاقة 50% من أي مجموعة. إدعى كليغمان وكوبيلان في البداية أنهم لا يعرفون أي آثار صحية على المدى الطويل لتلك الأدوية؛ ومع ذلك، كشفت الوثائق في وقت لاحق أن الحال لم يكن هكذا.
قام الأطباء بتجميع المعلومات عن تقنيات وكالة الإستخبارات المركزية في التعذيب للمعتقلين خلال الحرب على الإرهاب في القرن 21، من أجل صقل تلك التقنيات، و «توفير الغطاء القانوني التعذيب، وكذلك للمساعدة في تبرير وتشكيل الإجراءات والسياسات المستقبية»، وفقا لتقرير عام 2010 من أطباء من أجل حقوق الإنسان. وذكر التقرير أن: "البحوث والتجارب الطبية على المعتقلين تم إستخدامها لقياس تأثير عمليات محاكاة الغرق وضبط طريقة إجراءها وفقًا للنتائج." نتيجة لتجارب محاكاة الغرق، أوصى الأطباء إضافة محلول ملحي إلى المياه «لمنع وضع المحتجزين في غيبوبة أو قتلهم من خلال الإفراط في تناول كميات كبيرة من الماء العادي.» تم إجراء اختبارات الحرمان من النوم على أكثر من عشرة سجناء بمعدل متزايد -48، -96 و-180 ساعة، جمع الأطباء أيضا بيانات من شأنها مساعدتهم للحكم على التأثيرات العاطفية والبدنية للتقنيات وذلك «لمعايرة مستوى الألم الذي يعاني منه المعتقلين أثناء التحقيق» ولتحديد ما إذا كان استخدام أنواع معينة من التقنيات قد يزيد «تعريضهم لآلام حادة.» نفت وكالة الإستخبارات المركزية في عام 2010 تلك المزاعم، مدعيًة أنها لم تؤدي أي تجارب، وقائلًة «هذا التقرير هو مجرد خطأ»؛ ومع ذلك، فإن الحكومة الأمريكية لم تحقق في تلك الإدعائات على الإطلاق. علماء النفس جيمس ميتشل و بروس جيسين كانوا يديرون شركة والتي قد تم دفع 81 مليون دولار لها من قبل وكالة الإستخبارات المركزية، وأنه، وفقا لتقرير للجنة الاستخبارات في مجلس الشيوخ عن التعذيب الذي تقوم به وكالة الإستخبارات المركزية، قام بتطوير «تقنيات الاستجواب المعززة» المستخدمة. في نوفمبر 2014، جمعية علم النفس الأمريكية أعلنت أنها سوف توكيل محام إلى التحقيق في مزاعم أنهم كانوا متواطئين في تطوير تقنيات الاستجواب المعززة التي تشكل التعذيب.
في أغسطس عام 2010، أعن شركة رايثيون الأمريكية المُصنعة للسلاح أنها اشتركت مع سجن في كاستايك، كاليفورنيا من أجل استخدام السجناء كمواضيع اختبار في تجارب نظام الصد الفعال الذي «يطلق شعاع حراري غير مرئي قادر على التسبب في ألم لا يُطاق» تم رفض الاستخدام الميداني للجهاز، الذي أُطلق عليه اسم «شعاع الألم» من قبل معارضيه، في العراق وذلك بسبب مخاوب البنتاغون أنه قد يُستخدم كأداة للتعذيب.

### البحث الأكاديمي
في عام 1939، في منازل الأيتام أبناء الجنود في دافنبورت، أيوا، تم تعريض إثتني وعشرين طفلًا بما يسمى بتجربة «الوحش». حاولت هذه التجربة استخدام التعذيب النفسي لتحفيز التعلثم في الأطفال الذي يتحدثون بشكل طبيعي. تم تصميم التجربة بواسطة الدكتور ويندل جونسون، واحد من أبرز علماء أمراض التخاطب في الدولة، وذلك من أجل اختبار إحدى نظرياته عن أسباب التعلثم.
وفي عام 1961، ردا على محاكمات نورمبرغ، أدى عالم النفس ستانلي ملغرام بجامعة ييل «دراسة إطاعة السلطة»، المعروفة أيضا باسم إختبار ملغرام، من أجل تحديد ما إذا كان من الممكن أن الإبادة النازية قد تكون حدثت بسبب ملايين الأشخاص الذين «كانوا ينفذون الأوامر فقط». أثارت تجربة ميلغرام تساؤلات حول أخلاقيات التجارب العلمية بسبب الضغوطعات النفسية المتطرفة التي عانى منها المشاركون، الذين طُلب منهم، كجزء من التجربة، بتعريض أشخاص لصدمات كهربية (والذين كانوا ممثلين ولم يتلقوا صدمات كهربية بالفعل).
في نفس السنة سلّطت تجربة مُظفّر شريف كهف اللصوص التقليدية والمؤيدة لنظرية الصراع الواقعي الضوء على كيفية إمكان المنافسة الجماعية من أن تُنشئ العداوة والتعصب. في هذه الدراسة تم وضع مجموعتين تتكون كل واحدة منهما من عشرة ذكور، والذين لم يكونوا عدوانيين بطبيعتهم، ولا يعرفون بعضهم بعضًا، في منتزه كهف اللصوص في أوكلاهوما. حيث دخل الأولاد البالغين من العمر اثنا عشرة سنة في أنشطةٍ جماعية مع مجموعاتهم عملت على تقوية الروابط فيما بينهم. وكان ذلك لمدة أسبوع قبل وضع المجموعتين في منافسةٍ في ألعاب مثل شدّ الحبل وكرة القدم. وعلى ضوء هذه المنافسة، اتجهت المجموعتين إلى التنابز بالألقاب وغيرها من علامات الاستياء، كحرق علم فريق المجموعة الأخرى. واستمرت العداوة بين المجموعتين وازدادت سوءًا حين تم إجبار المجموعتين على العمل على حل بعض المشاكل معًا حتى انتهاء التجربة التي استمرت لثلاثة أسابيع.
في عام 1971، أجرى فيليب زيمباردو الطبيب النفسي بجامعة ستانفورد تجربة سجن ستانفورد والتي تم فيها اختيار عشوائي لأربع وعشرين طالب ذكر وتكليفهم ليقوموا بأدوار السجناء والحراس في سجن وهمي يقع في الطابق السفلي بمبنى علم النفس في جامعة ستانفورد. تكيف المشاركون في أدوارهم بما يفوق توقعات زيمباردو حيث مارس الحراس السلطة وأساءوا للسجناء نفسيًا والذين كانوا سلبيين في تقبلهم للإساءة. أثارت التجربة الكثير من الجدل والانتقاد بسبب غياب الأسس العلمية والمجموعة الضابطة، والمخاوف الأخلاقية بشأن عدم تدخل زيمبرادو لمنع الإساءة للمسجونين.

## البحوث الدوائية
في جامعة هارفارد، في أواخر الأربعينات، بدأ الباحثون بإجراء التجارب التي تختبر ثنائي إيثيل ستيلبوستيرول، وهو إستروجين صناعي، على النساء الحوامل في مستشفى الولادة في جامعة شيكاغو. شهدت النساء عدد كبير غير طبيعي من حالات الإجهاض وأطفال مولودين بوزن منخفض. ولم يتم إخبار أي من النساء بشأن التجارب التي تُجرى عليهن.
في عام 1962، إختبر الباحثون في مركز لورل للأطفال في ميرلاند أدوية تجريبية لعلاج حب الشباب. واستمروا في تجاربهم حتى بعد إصابة نصف الأطفال بتلف حاد في الكبد بسبب الأدوية.
في عام 2004، إنتحر دان ماركينجسون الذي شارك في بحث في جامعة مينيسوتا عندما إلتحق بتجربة دوائية صناعية ممولة تقارن ثلاثة أدوية مضادة للذهات غير قياسية مُوافق عليها من قبل منظمة الأغذية والعقاقير: سيروكويل (كويتيابين)، وزيبركسا (أولانزابين)، وريسبيردال (ريسبيريدون) والكتابة عن الظروف المحيطة بموت ماركينجسون في الدراسة، والتي تم تصميمها وتمويلها من قبل الشركة المصنعة لسيروكويل أسترا زينيكا، سجل كارل إليوت أستاذ أخلاقيات علم الأحياء أن ماركينجسون شارك في الدراسة ضد رغبة أمة، ماري فايس، وأنه اضطر إلى الاختيار بين الالتحاق في الدراسة أو إدخاله قسرا لمصحة نفسية حكومية.  مزيد من التحقيقات كشفت عن العلاقات المالية لدكتور ستيفين أوسلون، الطبيب النفسي الخاص بماركينجسون، بشركة أسترا زينيكا، جيم أولسون، كما كشفت عن السهو والتحيز في في تصميم دراسة أسترا زينيكا، وعدم ملائمة مجلس مراجعة الجامعة (IRB) لحماية الخاضعين للبحث. وبرأ تحقيق من قبل منظمة الأغذية والدواء الجامعة في عام 2005. ومع ذلك، فإن الجدل حول هذه القضية قد استمر. إدى مقال بجريدة  الأم جونز  إلى إرسال مجموعة من أعضاء هيئة التدريس بالجامعة خطاب عام لمجلس الجامعة للحث على إجراء تحقيق خارجي عاجل في وفاة ماركينجسون.

## تجارب أخرى
وصفت مجلة وولتر جونز عام 1846 في بطرسبرج، فيرجينيا، كيف تم صب الماء المغلي على ظهور العبيد العرايا المصابين بإالتهاب الرئة التيفويدي، على فترات كل أربع ساعات، لأنه يعتقد أن هذا قد «يشفي» المرض «بتحفيز الشعيرات الدموية».
في وقت مبكر من عام 1940 وحتى عام 1953، لوريت بندر، طبيبة أطفال في تخصص النفسية والعصبية تحظى باحترام كبير وتمارس الطب في مستشفى بلفيو في مدينة نيويورك، قامت بعمل تجارب كهربية على مالا يقل عن 100 طفل. تراوحت أعمارهم بين 3-12 سنة. تشير بعض التقارير إلى أنها قد أجريت هذه التجارب على أكثر من 200. من عام 1942 إلى عام 1956، تم استخدام العلاج بالصدمات الكهربية على أكثر من 500 طفل في مستشفى بلفيو، بما في ذلك تجارب بندر؛ من عام 1956 إلى عام 1969، كان العلاج بالصدمات الكهربية يستخدم في مستشفى كريدمور للأطفال. إدعت بندر علنًا أن نتائج «العلاج» كانت إيجابية، ولكن في مذكراتها الخاصة، عبرت عن خيبة أملها بسبب مشاكل الصحة النفسية التي سببها العلاج. كانت بندر تقوم أحيانا بصعق الأطفال المصابين بالفصام (كان بعضهم عمره أقل من 3 سنوات) مرتين يوميًا، لمدة 20 يوم متتالي. أصبح العديد من الأطفال عنيفين ولهم ميول انتحارية نتيجة للعلاج.
في عام 1942، عالم الكيمياء الحيوية بجامعة هارفارد إدوارد كوهن حقن 64 من سجناء ماساتشوستس بدم البقر، كجزء من تجربة برعاية القوات البحرية.
في عام 1950، باحثون في مستشفى مدينة كليفلاند أجروا تجارب لدراسة التغيرات في تدفق الدم في المخ: حيث قاموا بتخدير أشخاص عن طريق الحقن في العمود الفقري، وقاموا بإدخال الإبر في الوريد الوداجي والشرايي العضدية لإستخراج كميات كبيرة من الدم، وبعد فقدان كمية كبيرة من الدم والتي سببت الشلل والإغماء، قاموا بقياس ضغط الدم. تم إجراء التجربة مرات متعددة على نفس الأشخاص.
في سلسلة من الدراسات التي نشرت في مجلة طب الأطفال، باحثون من قسم طب الأطفال في جامعة كاليفورنيا أجروا تجارب على 113 طفل حديث الولادة تتراوح أعمارهم من 1 ساعة إلى 3 أيام، وقاموا فيها بدراسة التغيرات في ضغط وتدفق الدم. في واحدة من الدراسات، قام الباحثون بإدخال قسطرة من خلال الشرايين السرية للأطفال وداخل الشريان الأبهر، ومن ثم قاموا بغمر أقدامهم في الماء المثلج. في واحدة من الدراسات الأخرى، قاموا بربط 50 من الأطفال حديثي الولادة إلى لوحة الختان، وقلبوهم رأسا على عقب لكي يندفع الدم إلى رؤوسهم.
دراسة سان أنطونيو عن منع الحمل كانت بحث أكلينيكي نُشر عام 1971 عن الآثار الجانبية لحبوب منع الحمل. حيث لم يتم إخبار النساء اللاتي يأتين لعيادة في سان أنطونيو لمنع الحمل بإشراكم في دراسة بحثية أو تلقيهم أدوية أيحائية. حيث أصبحت 10 من النساء حوامل باستخدام أدوية الغفل.
خلال العقد 2000-2010، كان الدم الاصطناعي يُنقل بواسطة معامل نورثفيلد للمشاركين في التجارب البحثية في أنحاء الولايات المتحدة بدون موافقتهم. أظهرت الدراسات في وقت لاحق أن الدم الاصطناعي تسبب في زيادة كبيرة في خطورة الإصابة بالنوبات القلبية والموت.
في عام 2010، انتهك فيسبوك المبادئ التوجيهية الأخلاقية من خلال إجراء تجربة بحثية للتلاعب بمشاعر 700 ألف مستخدم دون موافقتهم.

## السياسة القانونية، والأكاديمية، والمهنية
خلال تجارب نورمبرغ الطبية، العديد من الأطباء والعلماء النازيين الذين كانوا يحاكمون لتجاربهم على البشر قاموا بالإستشهاد في دفاعهم بتجارب غير أخلاقية سابقة أجريت في الولايات المتحدة، تحديدا تجارب الملاريا بشيكاغو التي أجراها الدكتور جوزيف غولدبرغر. تحقيقات لاحقة أدت إلى تقرير بواسطة أندرو كونواي أيفي، الذي شهد بأن هذا البحث كان «مثالا للتجارب البشرية التي كانت مثالية بسبب توافقهم مع أعلى المعايير الأخلاقية للتجارب على البشر». أسهمت المحاكمات في تشكيل كود نورمبرج في محاولة لمنع مثل هذه التجاوزات.
في وثيقة سرية للجنة الطاقة الذرية بتاريخ 17 أبريل، عام 1947، بعنوان التجارب الطبية على البشر ذكرت: " من المرغوب فيه عدم إصدار أي وثيقة تُشير إلى التجارب على البشر والتي قد تؤدي إلى نتيجة عكسية على الرأي العام أو تؤدي إلى مقاضاة قانونية. الوثائق التي تغطي مثل هذه الأعمال الميدانية يجب أن تصنف كوثائق سرية".
في نفس الوقت، تم تكليف خدمة الصحة العامة بإبعاد نظر المواطنين عن اختبارات القنبلة وإخبارهم أن زيادة حالات السرطان تعزى إلى عصاب، وأن النساء المصابات بأمراض ناتجة عن إشعاع،  وتساقط الشعر ، وحرق الجلد كانوا يعانون من «متلازمة ربة المنزل.»
في عام 1964، أقرت الجمعية الطبية العالمية أقرت إعلان هنلسكي، ومجموعة من المبادئ الأخلاقية للمجتمع الطبي بشأن إجراء تجارب على البشر.
في عام 1966، تم تأسيس مكتب حماية الموضوعات البحثية التابع لمعاهد الصحة الوطنية الأمريكية. وأصدر سياسات لحماية البشر، التي أوصت بإنشاء مراجعة مستقلة من هيئات للإشراف على التجارب. وتم تسميتهم لاحقا بمجالس المراجعة المؤسسية.
في عام 1969، قاضي محكمة الإستئناف بولاية كنتاكي. وقدم أول أقتراح قضائي بأن كود نورمبرج يجب أن يخضع للتشريع الأمريكي.
في عام 1974 أسس المرسوم الوطني للبحث اللجنة الوطنية لحماية البشر. وكلف قطاع خدمة الصحة العامة بوضع لوائح لحماية حقوق البشر الذين تجرى عليهم التجارب .
حظى مشروع إم كي ألترا باهتمام الرأي العام لأول مرة عام 1976 من قبل الكونغرس الأمريكي، من خلال التحقيقات من قبل لجنة الكنيسة، ومن قبل اللجنة الرئاسية المعروفة باسم لجنة روكفيلر.
في عام 1975، وزارة الصحة، والتعليم، والرعاية أنشأت لوائح تضمنت التوصيات التي وضتعتها المعاهد الوطنية للصحة عام 1966 سياسات لحماية البشر. العنوان 45 من قانون اللوائح الفيدرالية، المعروفة باسم «القاعدة المشتركة،» حيث تتطلب التجارب التي تستخدم البشر تعيين ومراقبة مجالس المراجعة المؤسسية (IRBs).
في 18 أبريل، عام 1979، انطلاقا من التحقيق الصحفي العام لتجربة توسكيجي للزهري، أصدرت وزارة الصحة والتعليم والرعاية الإجتماعية (اعيد تسميتها لاحقًا إلى الصحة والخدمات الإنسانية) تقرير بعنوان المبادئ الأخلاقية والتوجيهات من أجل حماية البشر، كتبها دان هارمز. وقد وضعت العديد من التوجيهات الأخلاقية الحديثة في البحوث الطبية.
في عام 1987 قضت المحكمة العليا للولايات المتحدة في قضية  الولايات المتحدة ضد ستانلي، 483 الولايات المتحدة 669، بشأن الجندي الأمريكي الذي حقن بعقاقير هلوسة دون موافقته، كجزء من تجارب عسكرية، لم يتمكنوا من مقاضاة الجيش الأمريكي عن الأضرار. وقالت القاضية ساندرا داي أوكونور معارضةً للحكم في القضية:
في 15 يناير، 1994، شكل الرئيس بيل كلينتون اللجنة الاستشارية لتجارب الإشعاع على البشر (ACHRE). تم إنشاء هذه اللجنة للتحقيق في تقرير استخدام البشر في التجارب التي تنطوي على آثار الإشعاع المؤين في البحوث الممولة فيدراليًأ. حاولت اللجنة تحديد أسباب التجارب وأسباب غياب الرقابة الجيدة عليها. وقدمت عدة توصيات للمساعدة على منع تكرار أحداث مماثلة في المستقبل.
اعتبارا من عام 2007، لم يتم محاكمة أي من الباحثين الأمريكيين الحكوميين بسبب تجارب على البشر. لم يتلق أغلب ضحايا تجارب الحكومة الأمريكية أي تعاطف أو، ذكر لما حدث لهم.